# 2020 год в литературе

## События
- Журнал «Юность» учредил премию имени Катаева за лучший рассказ[1].
- В России учредили Ассоциацию писателей и издателей[2].
- В Таганроге прошли многочисленные мероприятия в честь 160-летия Антона Павловича Чехова[3][4].
- В столице южного индийского штата Керала состоялся XV Фестиваль русского языка и литературы[5].
- В Румынии прошёл конкурс чтецов русской поэзии[6].
- В Пекине вручена премия «Россия – Китай. Литературная дипломатия» за лучшие переводы произведения русской литературы на китайский язык[7].
- В Танзании в переводе на язык суахили вышла повесть Николая Гоголя «Шинель»[8].
- Во Франции на фестивале «Дни Русской культуры» отметили полуторавековой юбилей  русского писателя Ивана Бунина, автора «Тёмных аллей», «Жизнь Арсеньева» [9].
- В Андричграде (Босния и Герцеговина) российская писательница Гузель Яхина получила международную премию имени Иво Андрича за роман «Дети мои»[10].
- В Русском центре словесности, расположенном в крупнейшем городе Финиксе американского штата Аризона прошёл литературный вечер, посвящённый поэзии Льва Гумилёва и Анны Ахматовой[11].

### Мероприятия
- 5 февраля — День Рунеберга (вручение ежегодной литературной премии).
- 15 февраля — 6 июня — Евразийский литературный фестиваль фестивалей «ЛиФФт» (Москва)[12].
- 12—15 марта — Лейпцигская книжная ярмарка (отменена из-за эпидемии COVID-19)[13].
- 23 апреля — Всемирный день книг и авторского права.
- 25—26 апреля — ежегодная социально-культурная акция Библионочь прошла в онлайн-режиме[14][15].
- 6—8 июня — VI Книжный фестиваль «Красная площадь»[16].
- 28—30 августа — в Архангельске в рамках фестиваля «Другой» прошёл книжный фестиваль «Белый июнь»[17].
- 2—6 сентября — в Центральном выставочном зале «Манеж» прошла 33-я Московская международная книжная выставка-ярмарка[18][19].
- 2—4 октября — Международная книжная ярмарка в Турку (перенесена на 1-3 октября 2021 года)[20].
- 14—18 октября — 72-я Франкфуртская книжная ярмарка[21].
- 22—25 октября — Хельсинкская книжная ярмарка (перенесена на 28-31 октября 2021 года)[22].
- 4—5 ноября — XIV Красноярская ярмарка книжной культуры (КРЯКК), онлайн (вместо планируемого офлайна с 4 по 8 ноября)[23].
- 5—6 и 12 декабря — Международная ярмарка интеллектуальной литературы non/fictio№ проходила в новом формате онлайн[24][25].

### Юбилеи

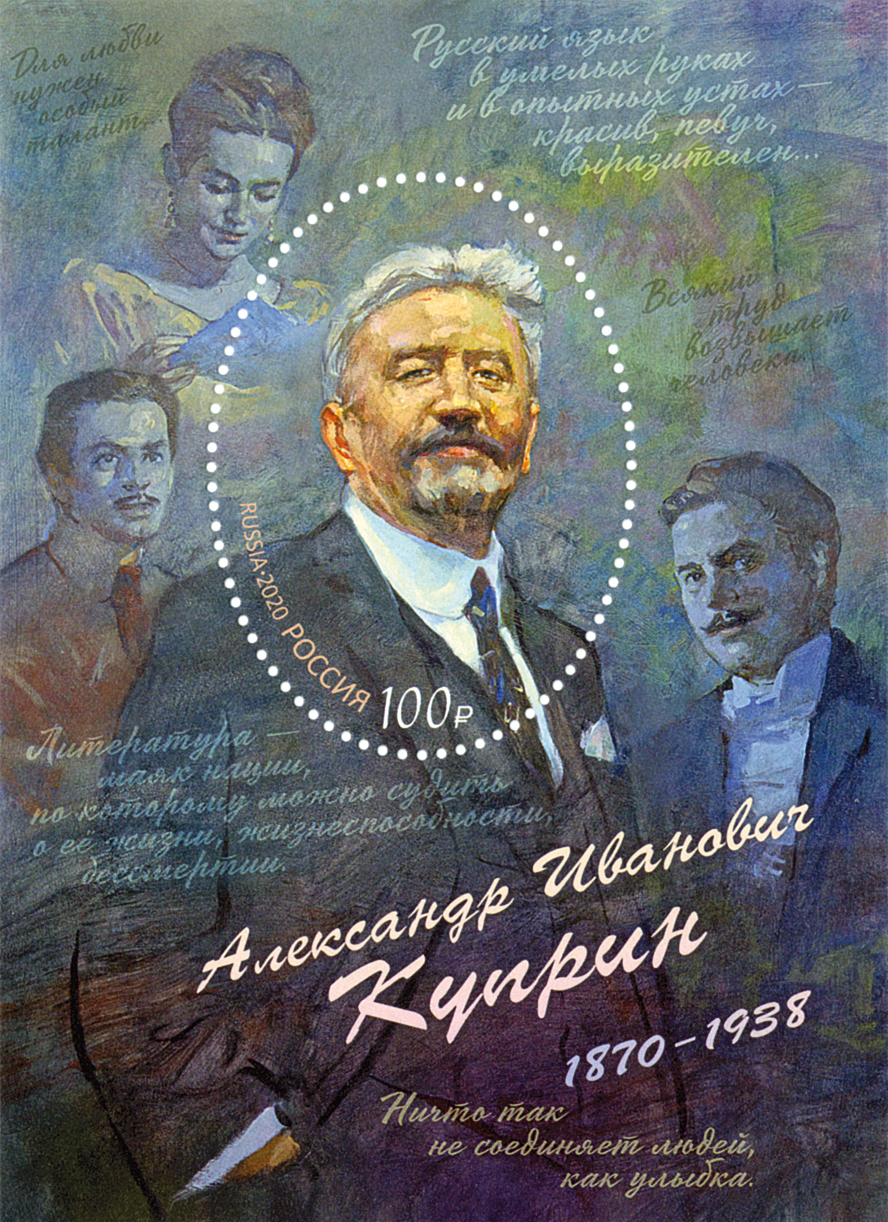
Почтовый блок, посвящённый 150—летию со дня рождения А. И. Куприна. На блоке изображён портрет А. И. Куприна, на полях почтового блока — герои повести «Гранатовый браслет» и цитаты писателя

- 2 января — 100 лет со дня рождения американского писателя-фантаста Айзека Азимова.
- 14 января — 100 лет со дня рождения французского писателя Жана Дютура.
- 15 января — 225 лет со дня рождения русского поэта, прозаика, драматурга, дипломата, лингвиста, историка, востоковеда, пианиста и композитора, автора пьесы «Горе от ума» Александра Грибоедова.
- 17 января — 200 лет со дня рождения английской писательницы Энн Бронте.
- 29 января — 160 лет со дня рождения русского писателя, прозаика, драматурга, публициста, врача Антона Чехова.
- 10 февраля — 130 лет со дня рождения русского советского поэта, писателя и переводчика Бориса Пастернака.
- 29 февраля — 100 лет со дня рождения русского и советского писателя, литературоведа, представителя «деревенской прозы Фёдора Абрамова.
- 10 марта — 100 лет со дня рождения французского писателя Бориса Виана, автору романов «Пена дней» и «Я приду плюнуть на ваши могилы».
- 20 марта — 100-летие со дня рождения французской поэтессы Андре Шедид.
- 7 апреля — 250 лет со дня рождения английскому поэту-романтику Уильяму Вордсворту.
- 9 мая — 100 лет со дня рождения английского писателя Ричарда Адамса.
- 21 июля — 100 лет со дня рождения алжирского прозаика Мухаммеда Диба.
- 16 августа — 100 лет со дня рождения американского литератора Чарльза Буковски.
- 22 августа — 100 лет со дня рождения американского писателя-фантаста Рэя Брэдбери.
- 6 сентября — 100 лет со дня кончины французского писателя и поэта Поль-Жана Туле.
- 7 сентября — 150 лет со дня рождения русского писателя Александра Куприна.
- 8 октября — 100 лет со дня рождения американского писателя-фантаста Фрэнка Герберта.
- 15 октября — 100 лет со дня рождения американского писателя, критика, сценариста Марио Пьюзо, автору романа «Крёстный отец».
- 22 октября — 150 лет со дня рождения  русского писателя, поэта и переводчика Ивана Бунина.

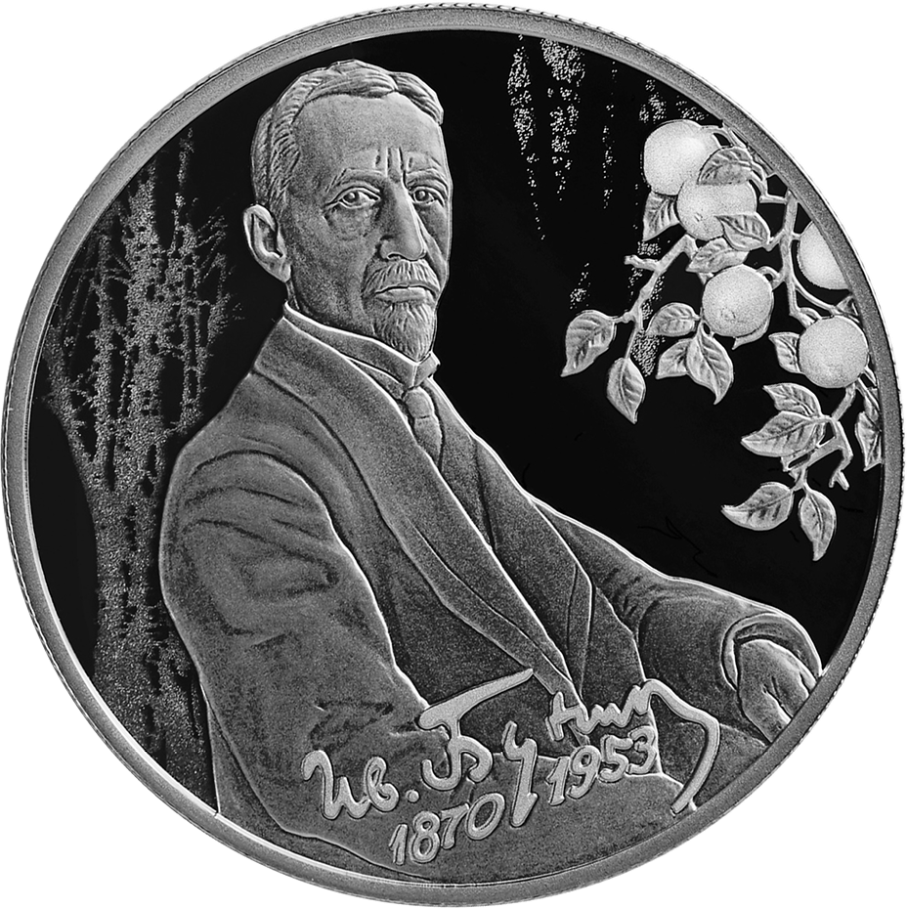
Памятная монета к 150-летию со дня рождения Ивана Бунина

- 23 октября — 100 лет со дня рождения итальянского детского писателя Джанни Родари, создателю сказки «Приключения Чиполлино».
- 23 ноября — 100 лет со дня рождения немецкоязычного поэта Пауля Целана.
- 28 ноября — 140 лет со дня рождения  русский поэт Серебряного века, писатель, публицист, драматург, переводчик, литературный критик Александра Блока.
- 5 декабря — 200 лет со дня рождения русского поэта-лирика Афанасия Фета.

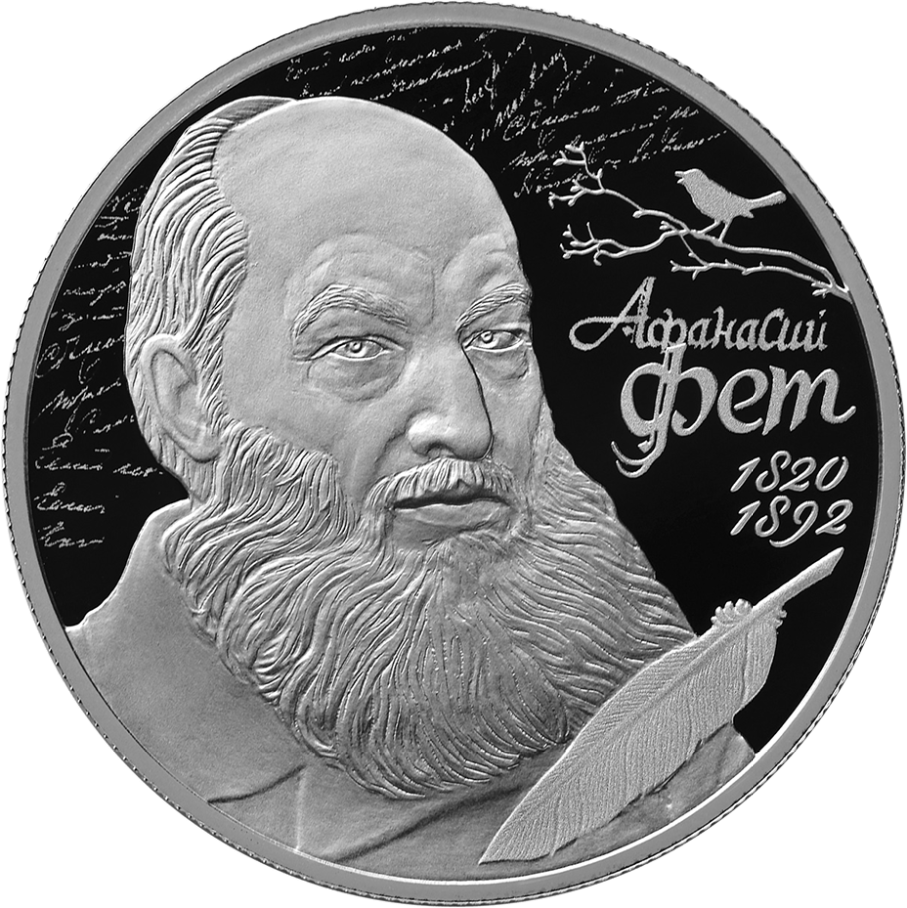
Памятная монета к 200-летию со дня рождения Афанасия Фета

- 13 декабря — 300 лет со дня рождения итальянского писателя и драматурга, автор сказочных пьес Карло Гоцци.

## Премии

### Международные
- Нобелевская премия по литературе — Луиза Глюк, «За уникальный поэтический голос, который своей строгой красотой делает индивидуальное существование универсальным»[26].
- Премия имени О. Генри «Дары волхвов» — не присуждалась.
- Дублинская литературная премия — Анна Бернс, «Молочник» (англ. Milkman).
- Премия Виленицы — Мила Хаугова[27].
- Премия Агаты — Луиза Пенни, «Все дьяволы здесь» (англ. All the Devils Are Here)[28].
- Премия Франца Кафки — Милан Кундера.
- Нейштадтская литературная премия — Исмаил Кадаре[29].
- Премия мира немецких книготорговцев — Амартия Сен[30].
- Премия «Хьюго» за лучшую повесть — Амаль Эль-Мохтар и Макс Гладстон, «Как проиграть в войне времён» (англ. This Is How You Lose the Time War)[31].
- Премия «Хьюго» за лучший роман — Аркади Мартин, «Память, что зовется империей» (англ. A Memory Called Empire)[31].
- Премия «Хьюго» за лучшую короткую повесть — Нора Джемисин, «Аварийная кожа» (англ. Emergency Skin)[31].
- Премия «Хьюго» за лучший рассказ — Ши Лян Хуанг, «Последнее, что осталось в мире этом» (англ. As the Last I May Know)[31].
- АБС-премия:
  - номинация «Художественная проза» — Евгений Филенко, «Очень странные миры»;
  - номинация «Критика и публицистика» — Мария Галина, «Hyperfiction»[32][33][34].
- Международная детская литературная премия имени В. П. Крапивина:
  - номинация «Выбор жюри» — Елена Мамонтова, «Белая сова»;
  - номинация «Выбор Командора» — Алёна Кашура, «Мои соседи соколы»;
  - номинация «Выбор детского жюри» — Юлия Мазурова, «Особый случай»;
  - номинация «Выбор литературного совета» — Елена Бодрова, «Белая»[35].

### Австрия
- Австрийская государственная премия по европейской литературе — Драго Янчар[36].

### Великобритания
- Букеровская премия — Дуглас Стюарт, «Шагги Бейн» (англ. Shuggie Bain)[37].
- Женская премия за художественную литературу — Мэгги О’Фаррелл, «Хэмнет» (англ. Hamnet)[38].

### Германия
- Премия Георга Бюхнера — Эльке Эрб[39].
- Бременская литературная премия — Барбара Хонигманн.

### Испания
- Премия Сервантеса — Франсиско Бринес.
- Премия принцессы Астурийской — Энн Карсон[40].

### Россия
- Премия имени П. П. Бажова:
  - номинация «Мастер. Проза» — Роман Сенчин, повести «Петля» и «У моря»;
  - номинация «Мастер. Поэзия» — не присуждалась.
  - номинация «Мастер. Публицистика» — Анатолий Курчаткин, сборник эссе «Открытый дневник»[41].
- Премия Александра Солженицына:

1. Наталья Михайлова, «за вдохновенное служение гению русской поэзии Александру Сергеевичу Пушкину; за создание музея Василия Львовича Пушкина»;
2. Сергей Некрасов, «за многолетнее подвижничество на ниве русской культуры; за создание музея Гавриила Романовича Державина»[42][43].

- Премия Андрея Белого:
  - номинация «Поэзия» — Таня Скарынкина;
  - номинация «Проза» — Дмитрий Гаричев;
  - номинация «Гуманитарные исследования» — Артемий Магун;
  - номинация «За заслуги перед литературой» — Вадим Назаров;
  - номинация «Литературные проекты/Критика» — Проект Ф-письмо, «за коллективное создание новых политических языков поэзии» (Представительницы проекта от премии отказались[44]; Александр Чанцев (критика);
  - номинация «Перевод» — Елена Баевская, Шаши Мартынова[45].
- «Большая книга»:
- Первая премия — Леонид Юзефович, роман «Филэллин»;
- Вторая премия — Майя Кучерская, книга—биография «Лесков: Прозёванный гений»;
- Третья премия — Виктор Ремизов, роман «Вечная мерзлота»;
- Премия «За вклад в литературу» — коллектив Государственного музея истории российской литературы имени В. И. Даля[46][47].
- «Национальный бестселлер» — Михаил Елизаров, роман «Земля»[48][49].
- Поэзия:
  - номинация «Стихотворение года» — Юлий Гуголев;
  - номинация «Поэтический перевод» — Алёша Прокопьев;
  - номинация «Критика» — Валерий Шубинский[50].
- Литературная премия «НОС» (Новая словесность) — Алла Горбунова[51].
- Премия «Лицей»:
  - номинация «Проза»:
    - Первое место — Ринат Газизов, «Отправление»;
    - Второе место — Сергей Кубрин, «Мирный житель»;
    - Третье место — Екатерина Какурина, «Маркетолог от Бога».

  - номинация «Поэзия»:
    - Первое место — Александра Шалашова, «Инанна спускается в ад»;
    - Второе место — Евгения Ульянкина, «Такое дело космос»;
    - Третье место — Борис Пейгин, подборка стихотворений[52].
- «Писатель года»:
  - Основная номинация:
    - Первая премия — Макс Зимов
    - Вторая премия — Александр Вальт
    - Третья премия — Олег Пономарев

  - Номинация «Дебют» — Нелли Сизова;
  - Номинация «Детская литература» — Гульсифат Шахиди;
  - Специальная номинация «Книга» — Михаил Визель[53].
- «Поэт года»:
  - Основная номинация:
    - Первая премия —  Арсений Загаевский «Второе письмо»;
    - Вторая премия — Оксана Цветкова;
    - Третья премия — Игорь Гонохов;

  - Номинация «Дебют» — Ольга Алейникова-Тинякова;
  - Номинация «Детская литература» — Вячеслав Баширов;
  - Специальная номинация «Книга» — Владислав Маленко[54][55].
- «Премия имени Корнея Чуковского»:
  - «Лучшее произведение в прозе для детей в возрасте до семи лет» — Марина Аромштам;
  - «Лучшее произведение в прозе для детей в возрасте от 8 до 12 лет» — Ася Кравченко;
  - «Лучший поэтический сборник для детей в возрасте до 7 лет» — Анастасия Орлова;
  - «Лучший поэтический сборник для детей в возрасте от 8 до 12 лет» — Алексей Зайцев;
  - «Лучший перевод на русский язык произведения для детей в возрасте до 7 лет» — Ольга Дробот;
  - «Лучший перевод на русский язык произведения для детей в возрасте от 8 до 12 лет» — Наталья Калошина, Евгения Канищева[56].
- Неистовый Виссарион:
  - Победитель премии «Неистовый Виссарион-2020» — Юлия Подлубнова;
  - Специальный приз «За творческую дерзость» — Дмитрий Бавильский;
  - Специальный приз «Перспектива» — Алексей Конаков;
  - Почётная премия «Неистовый Виссарион» за вклад в развитие критической мысли — Илья Кукулин[57].
- Премия «Дальний Восток» им. В.К. Арсеньева:
  - номинация «Длинная проза» — Александр Куланов;
  - номинация «Короткая проза» — Константин Сонголов;
  - номинация «Детская проза» — Андрей Усачёв;
  - номинация «За вклад в развитие Дальнего Востока» — Владимир Санги;
  - номинация «За вклад в развитие современной культуры Дальнего Востока» — Павел Фоменко[58].

### США
- Премия ПЕН/Фолкнер — Хлоя Ариджис, «Морские чудовища» (англ. Sea Monsters)[59].
- Премия Эдгара Аллана По:
  - номинация «лучший роман» — Элли Гриффитс, «Дневники незнакомца» (англ. The Stranger Diaries);
  - номинация «лучший первый роман» — Энджи Ким, «Чудодейственный ручей» (англ. Miracle Creek)[60][61].
- Пулитцеровская премия за художественную книгу — Колсон Уайтхед, «Парни из Никелевой академии» (англ. The Nickel Boys)[62].
- Пулитцеровская премия за лучшую драму — Майкл Р. Джексон, «Странный цикл» (англ. A Strange Loop)[63].
- Пулитцеровская премия за поэзию — Иерихон Браун, «Традиция» (англ. The Tradition)[64].
- Всемирная премия фэнтези за лучшую повесть — Эмили Теш, «Silver in the Wood»[65].
- Всемирная премия фэнтези за лучший роман — Кейсен Каллендер, «Queen of the Conquered»[66].
- Всемирная премия фэнтези за лучший рассказ — Мария Дэвана Хэдли, «Read After Burning»[67].

### Финляндия
- Премия Рунеберга — Ральф Андтбака, «Potsdamer Platz»[68].
- Премия «Финляндия» — Анни Кютёмяки[вд] за роман «Margarita»[69].

### Франция
- Гонкуровская премия — Эрве Ле Теллье, «Аномалия» (фр. L'anomalie)[70].
- Премия Фемина — Серж Жонкур, «Человеческая природа» (фр. Nature humaine);
  - премия «зарубежному писателю» — Дебора Леви, романы «Стоимость жизни. Рабочая автобиография» (англ. The Cost of Living. Working Autobiography) и «То, чего я не хочу знать» (англ. Things I Don't Want to Know).
- Премия Медичи:
  - премия «за роман» —  Клоэ Делом «Синтетическое сердце» (фр. Le Cœre sintéthique);
  - премия «за лучшее зарубежное произведение» — Антонио Муньос Молина, «Одинокая прогулка среди людей» (исл. Un andar solitario entre la gente);
  - премия «за эссеистику» — Карл Уве Кнаусгор, «Моя борьба. Книга шестая» (норв. Min Kamp. Sjette bok).
- Премия Ренодо —  Мари-Элен Лафон, «История сына» (фр. Histoire du fils);
  - премия «за эссе» — Доминик Фортье, «Бумажные города: Жизнь Эмили Дикинсон» (фр. Les Villes de papier: Une vie d’Emily Dickinson).

### Швеция
- Литературная премия Шведской академии —  Роса Ликсом[71].
- Премия памяти Астрид Линдгрен — Пак Хи На  [72].

## Книги
- «Детские вопросы: диалоги» — Михаил Эпштейн.
- «Лживая взрослая жизнь» (итал. La vita bugiarda degli adulti) — Элена Ферранте.
- «Портрет Дианы. Первая и единственная авторизованная биография группы “Ночные Снайперы„» — Михаил Марголис.
- «Седьмая щелочь» — Полина Барскова.
- «Сломанные звёзды» (англ. Broken Stars) — Лю Цысинь.
- «Почему у женщин при социализме секс лучше. Аргументы в пользу экономической независимости» (англ. Kristen R. Ghodsee. Why Women Have Better Sex Under Socialism And Other Arguments for Economic Independence) — Кристен Годси.

### Романы
- «Баллада о змеях и певчих птицах» (англ. The Ballad of Songbirds and Snakes) — Сьюзен Коллинз, роман из трилогии «Голодные игры».
- «Вообрази меня» (англ. Imagine Me) — Тахира Мафи.
- «Дурная кровь» (англ. Troubled Blood) — Джоан Роулинг.
- «Как тебе такое, Iron Mask?» — Игорь Савельев.
- «Непобедимое Солнце» — Виктор Пелевин.
- «Пиранези» (англ. Piranesi) — Сюзанна Кларк.
- «Сделаем Россию снова великой» (англ. Make Russia great again) — Кристофер Бакли.
- «Симон» — Наринэ Абгарян.
- «Техподдержка. Мёртвая зона» — Олег Дивов.

### Повести
- «Будет кровь» (англ. If It Bleeds) — Стивен Кинг, сборник повестей.
- «Икабог» (англ. The Ickabog) — Джоан Роулинг, сказочная повесть для детей.

### Малая проза
- «Бабаза ру» — Татьяна Москвина.
- «Ополченский романс» — Захар Прилепин, сборник рассказов.
- «Снежный барс» — Диана Арбенина.
- «От первого лица» — Харуки Мураками, сборник рассказов.

### Драматургия
- «Бумажный театр: непроза» — Людмила Улицкая, сборник сценариев, дневниковых записей, мемуаров и пьес.

### Поэзия
- «Посмотри на муравьев» — Михаил Айзенберг.
- «Путь из Орхидеи на работу» — Ганна Шевченко.

### Публицистика
- «Ижицы на сюртуке из снов: книжная пятилетка» — Александр Чанцев.
- «Истории из лёгкой и мгновенной жизни» — Захар Прилепин.
- «Имя рек. 40 причин поспорить о главном» — Захар Прилепин.

## Умершие писатели и сценаристы

### Январь
- 9 января — Эфрас Кезилахаби, танзанийский писатель, поэт, 75 лет.
- 12 января — Роджер Скрутон, английский философ и писатель, 75 лет.
- 14 января — Ян Улоф Экхольм, шведский писатель, 88 лет.
- 15 января — Юрий Димитрин, российский драматург, писатель, 85 лет.
- 16 января — Кристофер Толкин, английский писатель и лингвист, 95 лет.
- 21 января — Терри Джонс, британский детский писатель, сценарист, 77 лет.
- 30 января — Йорн Доннер, финский шведоязычный писатель, актёр и политик, 86 лет.
- 31 января — Мэри Хиггинс Кларк, американская писательница, 92 года.

### Февраль
- 3 февраля:
  - Джордж Стайнер, французский и американский литературный критик, прозаик, 90 лет;
  - Евгений Витковский, российский писатель-фантаст, литературовед, поэт и переводчик, 69 лет[73].
- 4 февраля — Камау Брейтуэйт, барбадосский поэт, драматург, 89 лет.
- 7 февраля — Пьер Гийота, французский писатель, 80 лет.
- 22 февраля — Кики Димула, греческая поэтесса, 88 лет.
- 24 февраля — Клайв Касслер, американский писатель, сценарист, 88 лет.
- 27 февраля — Алки Зеи, греческая писательница, драматург, 96 лет.

### Март
- 17 марта — Эдуард Лимонов, русский писатель, поэт, 77 лет.
- 24 марта — Терренс Макнелли, американский драматург, сценарист, 81 год.
- 29 марта — Юрий Бондарев, советский писатель, сценарист, 96 лет.
- 31 марта — Леонид Зорин, советский писатель, поэт, переводчик, 95 лет.

### Апрель
- 2 апреля — Патриша Босуорт, американская журналистка, писательница, 86 лет.
- 13 апреля — Ефрем Исаакович Баух, советский и израильский писатель, поэт, 86 лет.
- 16 апреля — Луис Сепульведа, чилийский писатель, журналист, 70 лет.
- 22 апреля — Катрин Пейзан, французская писательница, поэтесса, сценарист, 93 года.
- 25 апреля — Пер Улов Энквист, шведский писатель, драматург, 85 лет.
- 29 апреля:
  - Яхья Хасан, датский поэт, 24 года;
  - Май Шёвалль, шведская писательница, переводчик, 84 года.
- 30 апреля – Заирбек Ажиматов, киргизский поэт, публицист , 43 года.

### Май
- 4 мая — Майкл Макклур, американский поэт, писатель, 87 лет.
- 27 мая — Ларри Крамер, американский драматург, сценарист, 84 года.
- 29 мая — Ежи Пильх, польский писатель, прозаик, 67 лет.
- 31 мая — Фернандо Куадра, чилийский писатель и драматург, 93 года.

### Июнь
- 9 июня — Айн Каалеп, эстонский советский поэт, прозаик, драматург, 94 года.
- 19 июня — Карлос Руис Сафон, испанский писатель, 55 лет.
- 28 июня — Рудольфо Анайя, американский писатель, драматург, 82 года.

### Июль
- 3 июля — Евгений Войскунский, советский и российский писатель, 98 лет.
- 8 июля — Ная Ривера, американская актриса, писательница, 33 года.
- 14 июля — Адалет Агаоглу, турецкая писательница, переводчица, драматург, 90 лет.
- 18 июля — Хуан Марсе, испанский писатель, 87 лет.
- 27 июля — Кина Кыдрева, болгарская детская писательница, 88 лет.
- 31 июля — Алан Паркер, британский сценарист, 76 лет.

### Август
- 3 августа — Владимир Давыдов, русский советский писатель, прозаик, переводчик и поэт, 71 год.
- 12 августа:
  - Гулсайра Момунова.  советская и киргизская поэтесса, редактор, народный поэт Кыргызской Республики, 82 года;
  - Игорь Ефимов. русский и американский писатель, философ, публицист и издатель; автор книг для детей, 83 года.
- 13 августа — Гулназар Келди,  таджикский поэт и журналист, народный поэт Таджикистана, 74 года.
- 18 августа — Алексей Ивакин, российский писатель, публицист, 47 лет.
- 22 августа — Владлен Белкин, русский советский писатель, прозаик и поэт, 89 лет.
- 27 августа — Юджин Маккейб, ирландский писатель шотландского происхождения, автор рассказов, драматург и телевизионный сценарист, 90 лет.
- 30 августа — Илья Риссенберг, украинский поэт, 72 года.

### Сентябрь
- 1 сентября — Владислав Крапивин, советский детский писатель, 81 год.
- 6 сентября — Лучезар Еленков, болгарский поэт, прозаик, публицист, 84 года.
- 8 сентября — Рональд Харвуд, английский писатель, драматург, 85 лет.
- 11 сентября — Зиновий Сагалов, российский писатель, драматург, 89 лет.
- 16 сентября — Уинстон Грум, американский романист, 77 лет.
- 17 сентября — Терри Гудкайнд, американский писатель, 72 года.
- 25 сентября — Владимир Эрль, русский поэт, прозаик, 73 года.
- 27 сентября — Олег Осетинский, советский российский киносценарист, писатель, 83 года.
- 29 сентября — Астер Беркхоф, бельгийский писатель, 100 лет.

### Октябрь
- 1 октября — Дерек Махун, ирландский поэт, переводчик, 78 лет.
- 4 октября — Гюнтер де Бройн, немецкий писатель, 93 года.
- 10 октября — Анатолий Кравченко, украинский советский писатель, поэт, 83 года.
- 12 октября — Юрка Голуб, белорусский переводчик, писатель, поэт, 72 года.
- 25 октября — Диана Ди Прима, американская поэтесса, издатель, 86 лет.

### Ноябрь
- 6 ноября — Михаил Жванецкий, российский писатель-сатирик, 86 лет.
- 12 ноября — Тибор Мераи, венгерский писатель, журналист, 96 лет.
- 14 ноября — Мирон Петровский, советский украинский писатель, литературовед, 88 лет.
- 24 ноября — Дмитрий Петрович, советский белорусский писатель, 49 лет.
- 29 ноября — Бен Бова, американский прозаик, 88 лет.

### Декабрь
- 1 декабря — Эдуарду Лоренсу, португальский писатель, 97 лет.
- 12 декабря:
  - Джон Ле Карре, английский писатель, 89 лет;
  - Валентин Гафт, российский писатель, поэт, 85 лет.